# Аццоне II
Аццоне II (Azzone, также известный как Azzo, Actius) — католический деятель X—XI веков.
Провозглашен кардиналом-епископом Остии в 1012 (или 1013) году. Упоминается в папской булле, выпущенной в декабре 1013 года. Библиотекарь Римской Церкви.